# .mu
.mu je internetová národní doména nejvyššího řádu pro Mauricius.
Doména je používána, podobně jako doména Tuvalu .tv pro televizní společnosti, i pro stránky hudebních skupin (music) či muzeí (museum).
V českém prostředí je doména používána pro studentské online noviny Masarykovy univerzity v Brně lemur.mu.